# Steven Holl

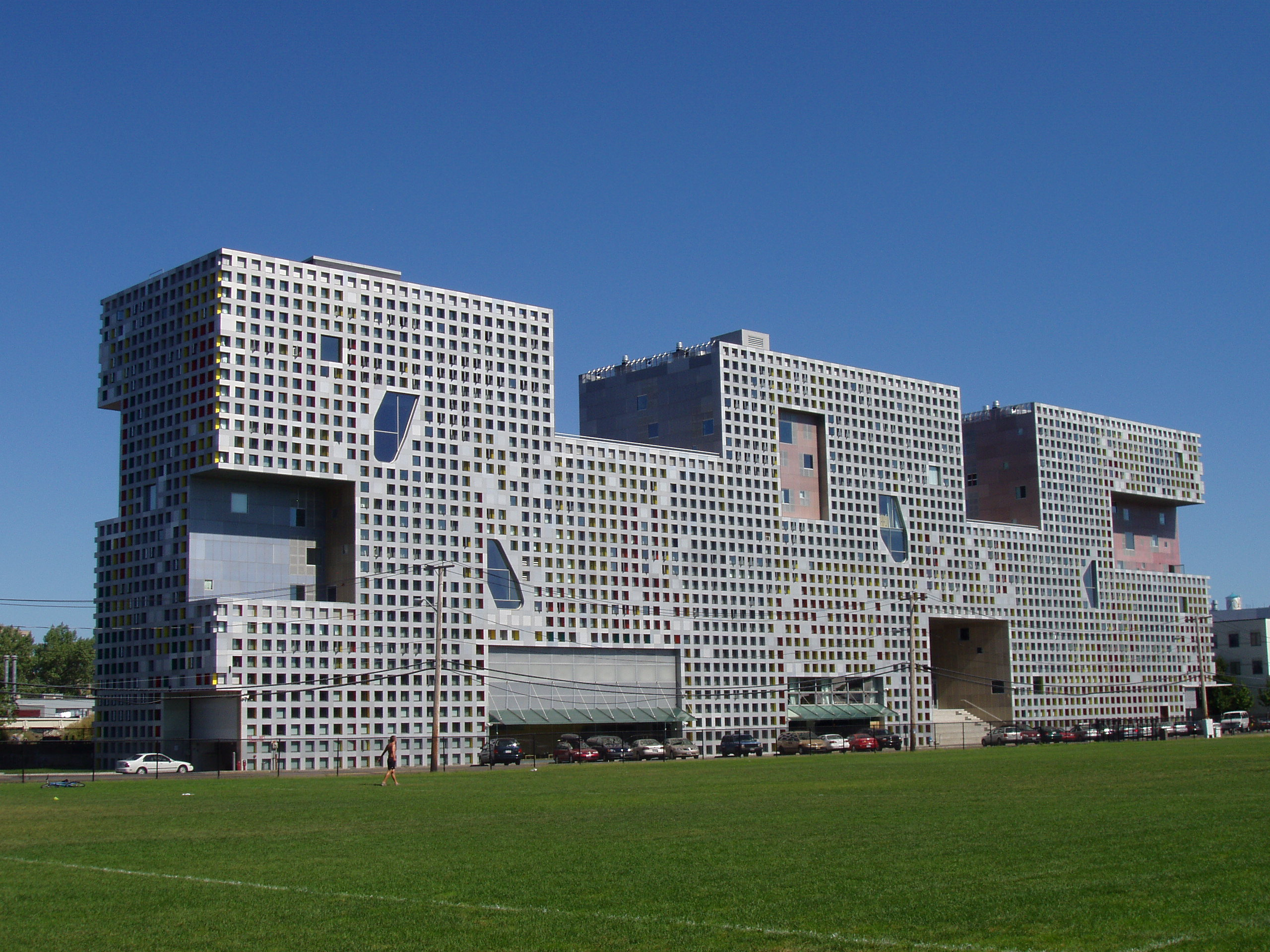
El diseño de Steven Holl para el Simmons Hall del MIT ganó la medalla Harleston Parker en 2004.

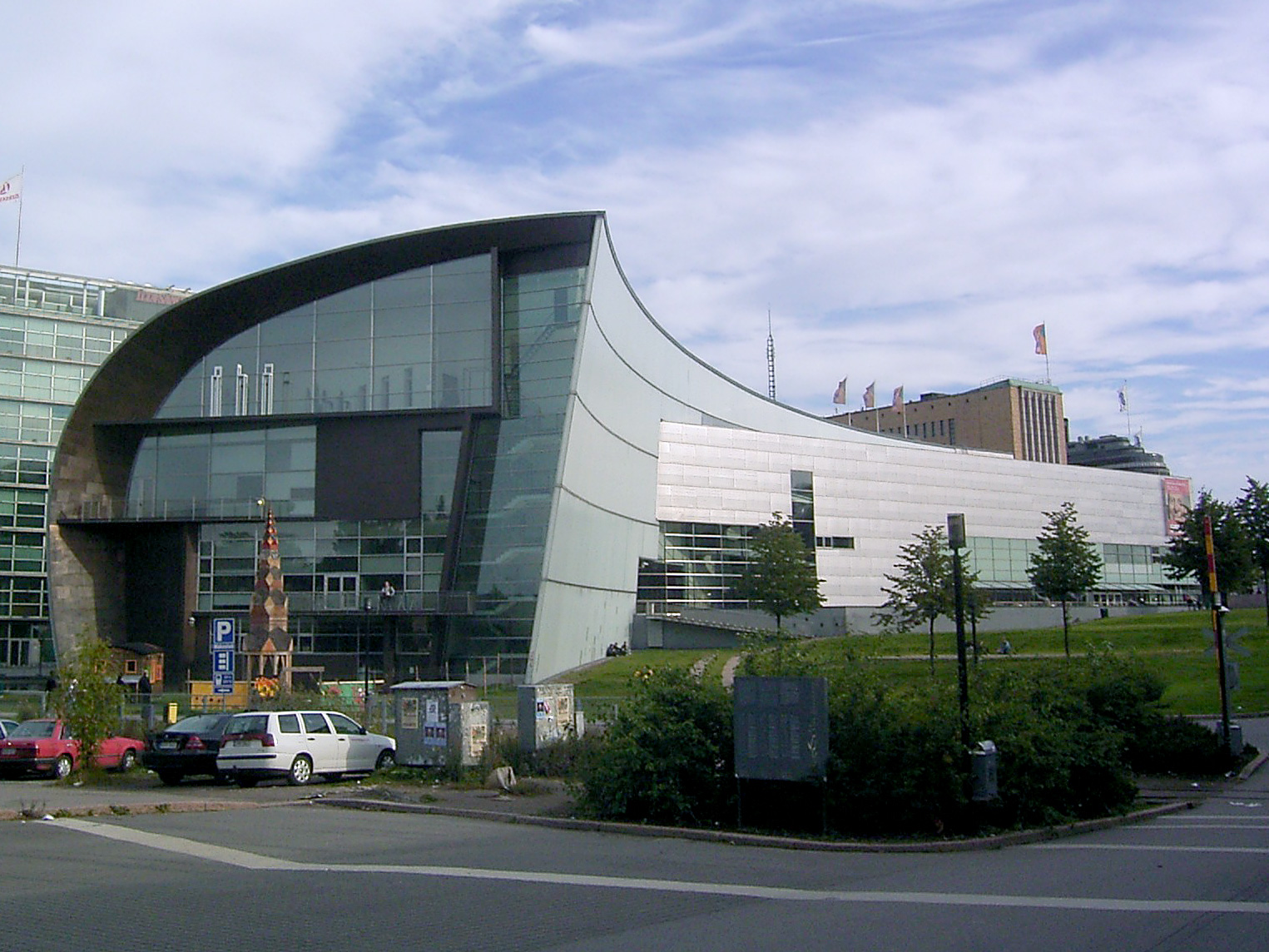
Kiasma, Helsinki, 1993-1998.

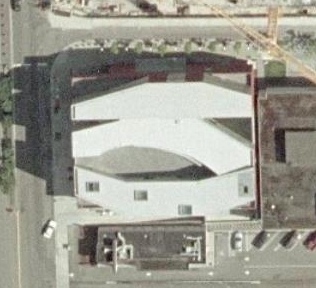
USGS vista de satélite del Museo de Arte de Bellevue.

Steven Holl (Bremerton, Washington, 9 de diciembre de 1947) es un arquitecto diplomado en arquitectura por la Universidad de Washington en 1971. Realizó estudios de Arquitectura en Roma y un curso de postgrado en la Architectural Association de Londres, en 1976. Después de comenzar su carrera en California, estableció su propia empresa, Steven Holl Architects, en la ciudad de Nueva York (1976).
El 15 de octubre de 2014 recibió el prestigioso Praemium Imperiale en la categoría de arquitectura.

## Obras representativas
- Ampliación del Museo de Arte Nelson-Mandela en Kansas, Misuri.
- Escuela de Arte e Historia del Arte, Universidad de Iowa.
- Kiasma, Museo de Arte Contemporáneo, Helsinki (1993–1998).
- Cranbrook Institute of Science, Bloomfield Hills, Míchigan.[2]
- Casa Planar (Residencia Cottle), Paradise Valley, Arizona.
- Casa Turbulence, Nueva York.
- Casa Stretto, Dallas, Texas (1989–92).
- Capilla de San Ignacio de Loyola (en la Universidad de Seattle-Seattle University, Washington) (1994–97).
- Oficinas Sarphatistraat, Ámsterdam.
- Bellevue Arts Museum, Bellevue, Washington.
- Instituto Pratt Higgins Hall Center Section, Brooklyn.
- Storefront for Art and Architecture, Nueva York.
- Hybrid Building, Seaside, Florida (1984–88).
- Biblioteca Berlín AGB, Berlín, Alemania (entry for a competition in 1988).
- Void Space Housing, Nexus World, Fukuoka, Japón (1989–91).
- Residencia para el embajador de Suiza, Washington D. C. (2006).
- College of Architecture and Landscape Architecture, Universidad de Minnesota, Mineápolis, Minesota (2002).
- Linked Hybrid, Pekín (2009).
- The Knut Hamsun Centre (Hamsunsenteret), Nordland, Noruega (2009)
- Edificio de doctorados Universidad Nacional de Colombia, Bogotá, Colombia. (2012).

## Premios y galardones
- 1997 - New York American Institute of Architects Medal of Honor
- 1998 - Medalla Alvar Aalto
- 2000 - Miembro de la Academia Americana de las Artes y las Letras.
- 2001 - Nombrado mejor arquitecto de América por la Revista Time, por sus "edificios que satisfacen tanto el espíritu como la vista" (julio de 2001).
- 2001 -  Gran Medalla de Oro de Francia
- 2002 - The Smithsonian Institution’s Cooper Hewitt National Design Award in Architecture
- 2003 - Miembro honorario del Royal Institute of British Architects
- 2004 - El Simmons Hall del MIT ganó la medalla Harleston Parker.
- 2007 - La Escuela de Arte e Historia del Arte (Universidad de Iowa) recibió el "AIA 2007 Institute Honor Award for and the AIA New York Chapter 2007 Merit Architecture Award".
- 2007 - The Center Section en el Pratt Institute (Brooklyn, Nueva York) y la New Residence en la Embajada Suiza recibieron el "AIA New York Chapter 2007 Honor Architecture Award".
- 2008 - Premio Fundación BBVA Fronteras del Conocimiento en la categoría de Arte, otorgado por la Fundación BBVA.
- The Arnold W. Brunner Prize in Architecture from the American Academy of Arts and Letters
- 2014 - Praemium Imperiale en la categoría de arquitectura.[1]